# Alba (lírica tradicional)
En la lírica tradicional, el alba era un canto de amanecer en que una mujer espera la llegada del amado. Suele ponerse en boca de una muchacha que llama al amado amigo, igual que ocurre en las jarchas y en las cantigas de amigo, lo cual prueba que responde a una tradición extendida por toda la península ibérica, la cual se manifestó luego en tres regiones y en tres lenguas: Al Ándalus o España musulmana (mozárabes), Galicia y Castilla. En esta última, por ejemplo:

Al alba venid, buen amigo,
al alba venid.
Amigo el que yo más quería,
venid al alba del día.
Amigo el que yo más amaba,
venid a la la luz del alba.
Venid a la luz del día,
no traigáis compañía.
Venid a la luz del alba,
no traigáis gran compañía.

- Datos: Q5662428